# Bruise Pristine
Bruise Pristine este primul single al trupei de rock alternativ Placebo, lansat pe 30 octombrie 1995. Atunci nu s-a bucurat de succes, și trupa l-a relansat pe 12 mai 1997; a fost și ultimul single de pe albumul de debut Placebo. Ca urmare a relansării, „Bruise Pristine” a urcat până pe 14 în topul britanic.

## Lista melodiilor
CD1
1. „Bruise Pristine” (Radio edit)
2. „Then the Clouds Will Open for Me”
3. „Bruise Pristine” (1" Punch mix)

CD2
1. „Bruise Pristine” (Radio edit)
2. „Waiting for the Son of Man”
3. „Bruise Pristine” (Lionrock mix)

## Despre videoclip

Coperta single-ului „Bruise Pristine”, CD2

Regizorul videoclipului pentru „Bruise Pristine” a fost același Howard Greenhalgh. Placebo sunt prezentați cântând într-o sală, printre oameni vârâți în huse de plastic care se sărută unii pe alții cu pasiune. În cadrele următoare, toți protagoniștii își arată vânătăile apărute în urma sărutărilor și urmele de ruj de pe gură. Nici acest clip nu duce lipsă de mesaje cu aluzii sexuale, într-una din scene apărând un individ legat cu curele de tavan, plutind prin aer, în vreme ce din piele îi curge lapte, o aluzie evidentă la ejaculare.

## Despre ediția din 1995
Când trupa a fost întrebată, într-un interviu din 1998 dacă există un lucru pe care să îl fi făcut în trecut și de care să le fie rușine, Brian Molko a declarat, fără a ezita, că acel „lucru” e prima variantă a single-ului „Bruise Pristine”: „Chiar urâm varianta aia, e așa de rapidă, și sincer, mă aud de parcă aș fi Mickey Mouse. Era cât pe ce să îți răspundem nu la întrebare, dar varianta aia e atât de ridicolă că trebuie atestată cumva. Chiar nu înțeleg de ce vocea mea se-aude de parcă aș fi luat heliu.”
Fotografia de pe coperta acestei ediții îi aparține fotografului Cecil Beaton, și datează din timpul celui de-al Doilea Război Mondial. Reprezintă niște copii aflați într-un adăpost anti-bombe în timpul Bătăliei Angliei.

## Poziții în topuri
- 14 (Marea Britanie)